# Африканские жаворонки
Африканские жаворонки (лат. Certhilauda) — род воробьиных птиц из семейства жаворонковых (Alaudidae). Представители рода распространены в южных регионах Африки.

## Классификация
Международный союз орнитологов относит к роду 6 видов:
- Certhilauda chuana (Smith, 1836) — Короткокоготный кустарниковый жаворонок
- Certhilauda subcoronata Smith, 1843
- Certhilauda benguelensis (Sharpe, 1904)
- Certhilauda semitorquata Smith, 1836
- Certhilauda curvirostris (Hermann, 1783) — Кривоклювый африканский жаворонок
- Certhilauda brevirostris Roberts, 1941